# Gottfried Diener
Pour les articles homonymes, voir Diener.
Gottfried Diener, né le 1er novembre 1926 à Zurich et mort le 26 mai 2015 à Engelberg, est un bobeur suisse notamment champion du monde en 1954 et 1955 et champion olympique en 1956 en bob à quatre.

## Biographie
Gottfried Diener participe aux championnats du monde de 1954 à Cortina d'Ampezzo en Italie avec Fritz Feierabend, Harry Warburton et Heinrich Angst. Il est premier devant l'Allemagne de l'Ouest et l'Allemagne de l'Est. Aux championnats du monde de 1955 à Saint-Moritz en Suisse, il est médaillé d'or devant l'autre bob suisse et l'Allemagne de l'Ouest avec Franz Kapus, Robert Alt et Heinrich Angst. Aux Jeux olympiques d'hiver de 1956 organisés à Cortina d'Ampezzo, il est champion olympique avec les mêmes coéquipiers devant les bobs Italie I et États-Unis I,.
Il devient par la suite secrétaire général de l'Union internationale de tir à l'arbalète de 1965 à 1967 puis président de 1967 à 1991 et de 1997 à 1999.

## Palmarès

### Jeux Olympiques
- : médaillé d'or en bob à 4 aux JO 1956.

### Championnats monde
- : médaillé d'or en bob à 4 aux championnats monde de 1954 et 1955.